# Guillermo Besozzi
Julio Guillermo Besozzi Arocena (Soriano, 16 de octubre de 1961) es un político uruguayo. Perteneciente al Partido Nacional, fue intendente de Soriano durante el período 2005-2009, siendo reelegido en las elecciones municipales de 2010.

## Biografía
Cursó sus estudios preescolares en el Colegio de Las Hermanas Teresas en Dolores (Uruguay), estudios primarios en Colegio San Miguel y Escuela Americana, de la ciudad de Mercedes (Uruguay), y los estudios secundarios en el Colegio Nuestra Señora del Huerto. 
Es un productor y empresario rural, dedicado especialmente a la cría de caballos. Ha integrado la selección uruguaya de Polo (deporte) en competencias internacionales, habiendo jugado en varios países europeos, en Sudáfrica, Argentina, Brasil y Chile.
Comenzó a militar en el Partido Nacional desde su adolescencia, acompañando a su padre. Posteriormente, se adhiere al sector Alianza Nacional (Uruguay), apoyando a su líder, Jorge Larrañaga. En 2000 es electo Edil Departamental de Soriano y Primer Suplente de la Intendencia Municipal, cargos que desempeñó hasta el 2005.
En el 2004 la Convención Departamental del Partido Nacional lo elige como candidato a Intendente, resultando triunfante por una amplia mayoría, en un departamento tradicionalmente afín a su partido. 
El 8 de julio del 2005 asume como Intendente para el período 2005–2010. Fue reelegido en 2010, para el periodo 2010-2015.
Entre el 2008 y el 2009 fue Vicepresidente del Congreso Nacional de Intendentes.
Actualmente forma parte del Honorable Directorio del Partido Nacional, como miembro titular.
A inicios de 2012, impedido de una nueva reelección, explora su futuro electoral a nivel partidario.
Está casado con Martha Viera Gil, con las que tiene 4 hijas y 12 nietos.
Tras la elección municipal del 10 de mayo de 2015, es elegido por el departamento de Colonia Carlos Moreira, actual senador de la república por el partido Nacional elegido en las elecciones Nacionales de octubre de 2014, por lo que su suplente, Guillermo Besozzi, deja su cargo como diputado de la Nación en manos de Gonzalo Novales, y asume su nuevo Cargo como senador de la república.
En las internas de 2019, apoyó la precandidatura de Jorge Larrañaga.
En las elecciones parlamentarias de octubre de 2019, Besozzi es electo diputado por Soriano para el periodo 2020-2025.

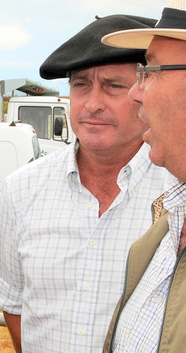
Guillermo Besozzi en 2010 con una boina.

Fue reelecto intendente de Soriano en las elecciones departamentales de 2020.
En marzo de 2025 Guillermo Besozzi junto a otros funcionarios de la Intendencia de Soriano y dirigentes de ADEOM son detenidos por la Justicia por maniobras ilegales y peculado llevados a cabo durante su administración.Al ex Intendente se lo acusa de reiterados delitos de peculado, tráfico de influencias, concusión, omisión de denunciar ilícitos, abuso de funciones, cohecho simple y coautor de cohecho calificado.